# تورینه‌پوش (زیست‌شناسی)

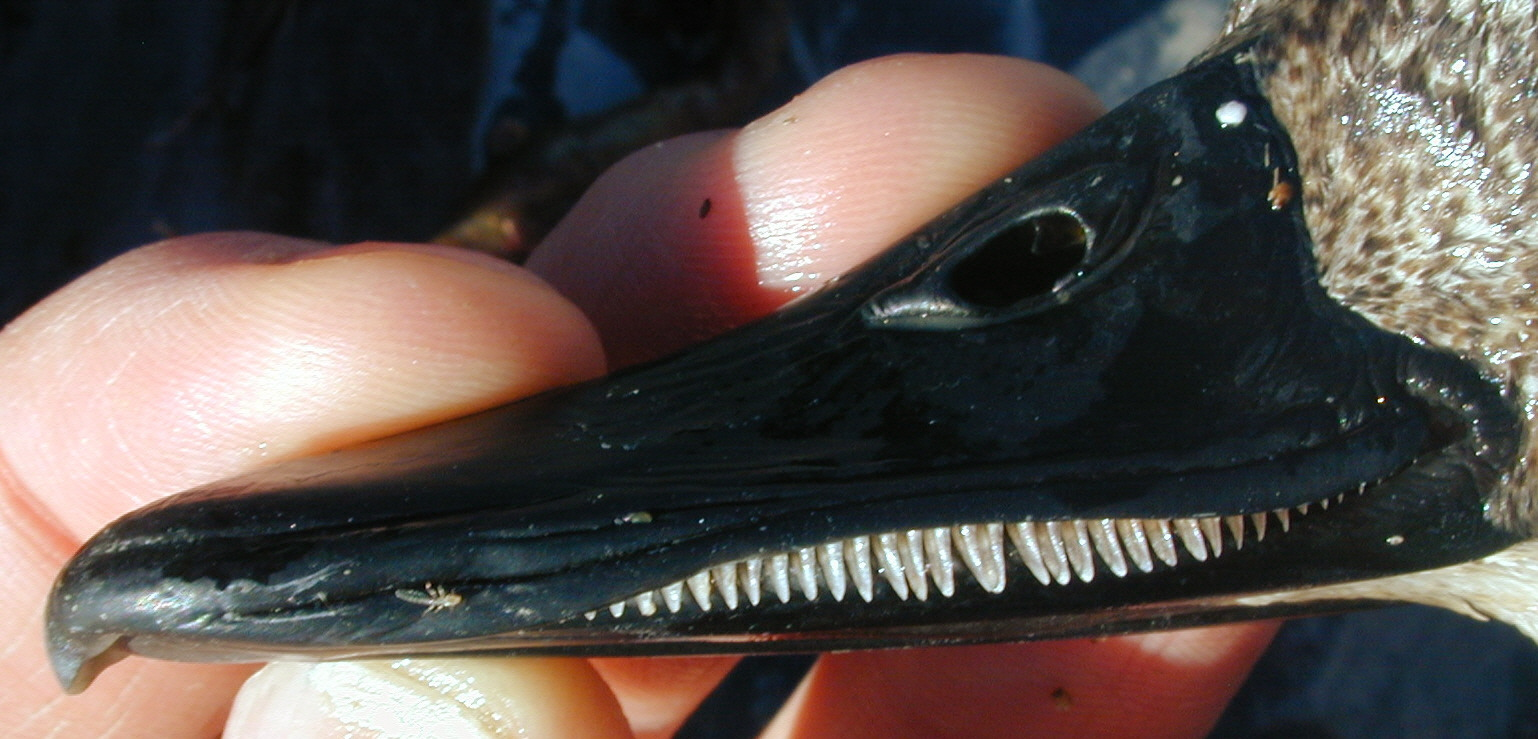
تورینه‌پوش در امتداد منقار اردک

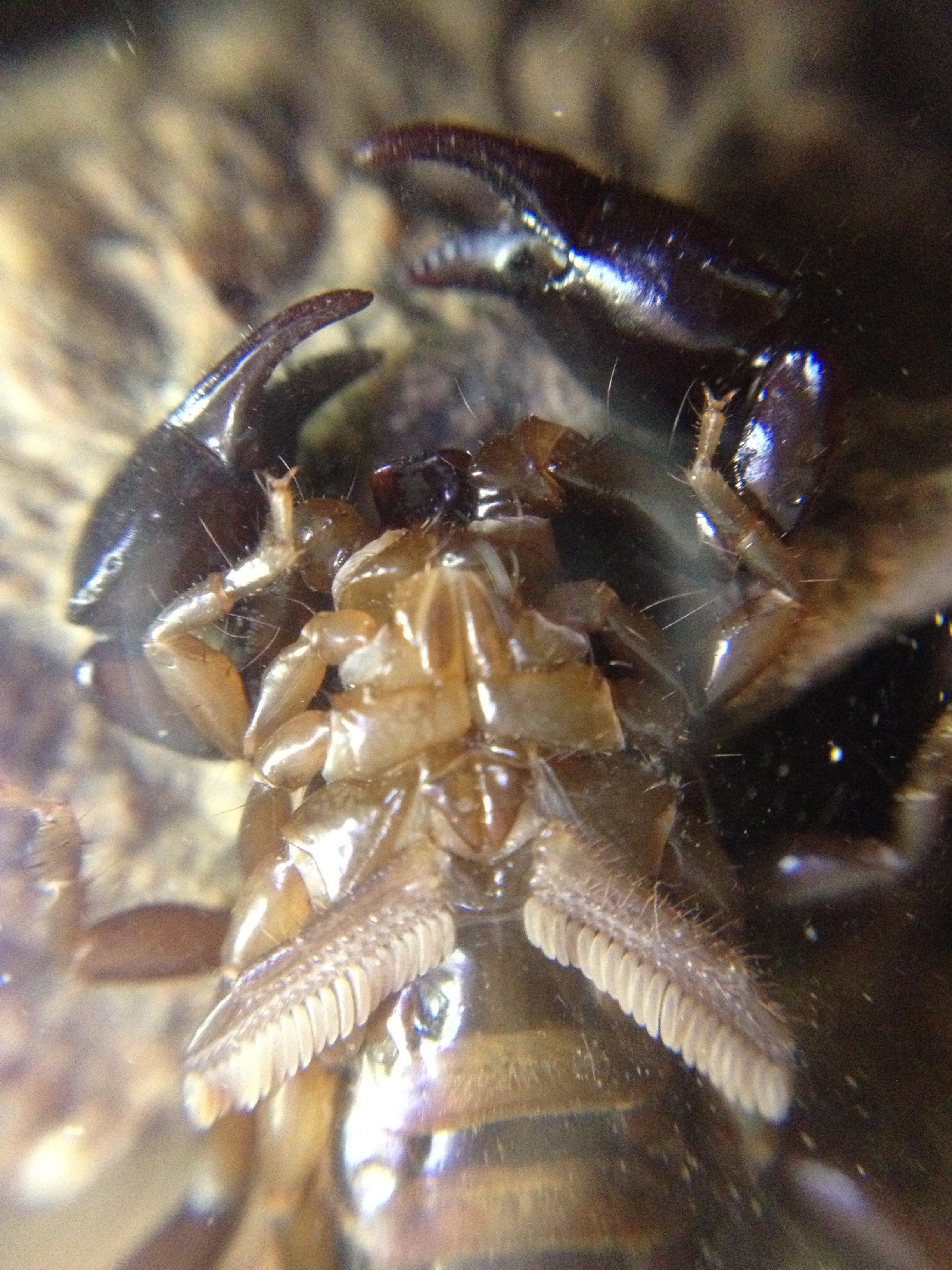
نمای شکمی یک گونه عقرب ناشناس که در آن تورینه‌پوش به راحتی قابل مشاهده هستند. تورینه‌پوش‌ها - اندام‌های حساس - شکل عدد 8 فارسی در تصویر دارند.

تورینه‌پوش یا پکتن (به انگلیسی: pecten) ساختاری شانه‌مانند است که به طور گسترده در دنیای زیستی یافت می‌شود. اگرچه تورینه‌پوش‌ها در حیوانات مختلف شبیه به هم هستند، اما طیف وسیعی از کاربردها، از نظافت و صافی کردن تا سازگاری‌های حسی را دارند.

## کاربرد دهانی
در اردک‌ها، در کناره‌های منقار قرار دارند و هم به عنوان صافی برای غذا و هم به عنوان شانه برای پیش پرآرایی عمل می‌کنند. نهنگ‌ها ساختار دهانی شانه‌مانندی دارند که صفحه شانه‌ای نام دارد.

## کاربرد در شبکیه
چشم پرندگان همچنین دارای ساختاری به نام پکتن چشم است که یک برآمدگی شانه‌مانند از شبکیه است. تصور می‌شود که تغذیۀ سلول‌های شبکیه را تقویت می‌کند.

## استفاده حسی
آنها همچنین در زیر بدن عقرب‌ها به عنوان اندام های حسی یافت می‌شوند.